# Женщина в белом (роман)
«Женщина в белом» (англ. The Woman in White) — роман английского писателя Уилки Коллинза, впервые опубликованный в 1860 году Чарльзом Диккенсом в его издании «Круглый год». Одно из самых ранних произведений детективного жанра.

## Сюжет
Сюжет в книге подаётся в форме записей, которые ведут различные персонажи от своего имени или рассказывая историю, связанную с персонажами повествования.
Главный герой — Уолтер Хартрайт, художник, который благодаря своему другу, итальянцу по имени Песка, устраивается учителем в богатое поместье. По пути туда он помогает таинственной женщине, одетой в белое, которая хочет попасть в поместье Фэрли. После помощи ей, он встречает людей, которые ищут девушку, сбежавшую из сумасшедшего дома.
Поместье находится во владении ранимого, плаксивого и мнительного Фредерика Фэрли. Помимо него в поместье проживают две девушки: его племянница Лора Фэрли и её сводная сестра Мэриан Голкомб. Уолтера поражает внешнее сходство Лоры с незнакомкой. Вскоре художник влюбляется в Лору. Но, так как она дала обещание выйти за другого, Уолтеру приходится покинуть поместье и отправиться в Америку, чтобы забыть её. Перед этим он рассказывает Мэриан о том происшествии. Избранником Лоры выступает сэр Персиваль Глайд, носящий титул баронет, который в поместье Фэрли ведёт себя обходительно и как истинный джентльмен. Мэриан просит у баронета объяснения, откуда его знает сумасшедшая. Он рассказывает историю, что незнакомку зовут Анна Катерик и что он просто помог её матери, так как она была опасна для общества. Также представляет письмо от матери Анны, где она всё подтверждает. Доброжелательность Глайда пропадает после свадьбы и свадебного путешествия. От былой любви не остаётся ни следа.
Также в рассказе фигурирует поверенный в дела семьи, Винсент Гилмор, который вынужден заключить крайне не выгодный брачный контракт из-за безразличия опекуна Лоры мистера Фэрли, по которому после смерти Лоры все деньги достаются баронету. Мэриан переезжает по просьбе Лоры в поместье Персиваля. Вскоре к баронету приезжает его друг, а по совместительству и муж тётки Мэриан и Лоры, граф Изидор Оттавио Фоско. Сэр Персиваль пытается склонить Лору подписать бумагу, по которой она даёт ему взаймы денежные средства из своего капитала. Мэриан удаётся отговорить сестру от этого шага.
Позже девушки сталкиваются с Анной Катерик, но она не успевает передать им «тайну Персиваля Глайда, способную его погубить», так как их замечает граф Фоско и сам баронет. Мэриан решает подслушать разговор друзей и выясняет, что они хотят убить Лору, но девушка попадает под дождь и заболевает. Граф находит её дневник и проникается к ней уважением. К тому времени возвращается Уолтер и узнаёт, что Лора скончалась. Он начинает расследование и находит Мэриан и Лору, которая жива, но все принимают её за Анну Катерик. Девушки скрываются от могущественного и опасного графа Фоско.
Вместо убийства граф Фоско выдал мисс Фэрли за женщину в белом и поместил в сумасшедший дом, откуда её вызволила Мэриан. Анна же умерла от болезни сердца в лондонском доме графа Фоско. Хартрайт решает узнать правду у миссис Катерик о её дочери. Там он узнаёт, что Анна дочь отца Лоры, тем самым объясняется их поразительное сходство, а также он узнаёт, что она не знала тайны баронета, а просто услышала эти слова от матери и повторила их в порыве гнева, а Глайд решил, что мисс Катерик что-то ей рассказала и решил поместить девушку в дом для душевнобольных.
После долгих поисков, Уолтер понимает что Персиваль — незаконный ребёнок своего отца, и, чтобы скрыть это, он некогда сделал поддельную запись о бракосочетании своих родителей в приходской книге. Но забрать её художник не успевает, так как баронет решает уничтожить книгу, но при этом сам погибает в пожаре. После этого художник решает покончить с графом. В этом ему помогает его друг Песка, который состоял в том же тайном ордене, что и граф, из которого граф был изгнан и приговорён к смерти. В обмен на молчание Уолтера и его друга граф отдаёт необходимые доказательства, чтобы опровергнуть смерть Лоры, после чего покидает страну. Гораздо позже художник и Песка находятся по делам в Париже. Там же кара и настигает графа Фоско. Прогуливаясь по улице, Хартрайт видит толпу зевак и труп графа. В конце Уолтер и Лора женятся и заводят детей, крёстной которых становится Мэриан.

## Основные персонажи произведения
- Уолтер Хартрайт — молодой художник, собрал все записи в одну книгу
- Мэриан Голкомб — молодая некрасивая девушка, очень умна и проницательна
- Лора Фэрли — молодая девушка, которая отличается добротой характера
- Анна Катерик — психически нездоровая девушка, которая пострадала от рук своей матери и Персиваля Глайда
- Персиваль Глайд — мужчина 40 лет, незаконнорожденный сын баронета, который обманом заполучил поместье и состояние своего отца
- Изидор Оттавио Бальдассаре Фоско — мужчина, обладающий тучным телосложением, коварен и умён
- Фредерик Фэрли — мужчина 40 лет, обладающий взбалмошным характером
- Джейн Катерик — немолодая женщина, мать Анны, которая над ней издевалась
- Винсент Гилмор — пожилой мужчина, поверенный в делах семьи Фэрли
- Графиня Фоско — тётка Лоры: когда-то легкомысленная девушка, но теперь лишенная чувства юмора и почти беспрекословно повинующаяся своему мужу
- Профессор Песка — преподаватель итальянского языка и хороший друг Уолтера. Профессор находит Уолтеру работу в Лиммеридже, знакомит его с Лорой и Мэриан и неожиданно оказывается заклятым врагом Фоско

## История создания
Коллинз был большим любителем сочинять выдуманные истории о себе, а потому рассказывал о том, как прогуливался с друзьями по ночному Лондону и увидел женщину в белом платье. Писатель бросился за ней, а домой вернулся под утро. Друзьям рассказал романтическую историю о прекрасной незнакомке, сбежавшей от злодея, угрожавшего под гипнозом подчинить её своей воле. Эта история, якобы рассказанная Коллинзом, сохранилась в мемуарах Джона Милле, отца известного художника-прерафаэлита. Однако реальность была более банальной, в письме матери он сообщает:
Как-то я был в Париже, бродил с Чарльзом Диккенсом по улицам, <…> мы развлекались, заглядывая в магазины. Как-то мы набрели на старый книжный киоск размером с полмагазина. Здесь я нашел несколько обветшалых томов записей о французских преступлениях, своего рода французский Ньюгейтский календарь. Я повернулся к Чарльзу и сказал: «А вот вам и награда». Именно здесь, в этих обветшалых томах, я нашел несколько своих сюжетов, один из них стал «Женщиной в Белом».

## Экранизация
- Женщина в белом (фильм, 1981) — советская экранизация 1981 года
- Женщина в белом (сериал 1997 года)[3] — телевизионная адаптация BBC, режиссер Тим Файвелл
- Женщина в белом (сериал, 2018) — британская экранизация 2018 года